# Flabellum lowekeyesi
Espèce
Statut CITES
Flabellum lowekeyesi est une espèce de coraux de la famille des Flabellidae.

## Étymologie
Son nom spécifique, lowekeyesi, lui a été donné en l'honneur de T. Peter Lowe et de Ian W. Keyes, collègues des auteurs de cette espèce. 

## Publication originale
- Squires & Ralph, 1965 : A new scleractinian coral of the genus Flabellum from New Zealand, with a new record of Stephanocyathus. Proceedings of the Biological Society of Washington, vol. 78, pp. 259-264 (texte intégral) (en).